# Бартоломей Сенкевич
Бартломей Генрик Сенкевич (пол. Bartłomiej Henryk Sienkiewicz; нар. 29 липня 1961, Кельці) — польський історик, публіцист, політик. У 2013–2014 роках міністр внутрішніх справ і координатор секретних служб, депутат Сейму 9-го та 10-го термінів, з 2023 року міністр культури та національної спадщини.

## Освіта
Випускник Яґеллонського університету, історик, закінчив історико-філософський факультет.

## Кар'єра
У ранніх 80-х був учасником опозиційного режиму ПНР руху в Кракові. Перебував в Незалежному союзі студентів і пацифістської організації «Свобода і мир» (був редактором газети руху). У 1988 році брав участь в організації «Свободою і миром» відкритою Міжнародною конференцією прав людини в Кракові.
У 1990 році разом із групою колег зі «Свободи і миру» (Константієм Медовичем, Войцехом Радуховським-Брохвичем, Пйотром Немчиком) створив Управління охорони держави, яке замінило розформовану Службу безпеки (SB). Сенкевич перебував у керівництві аналітичного відділу організації протягом 8 років (з 1991-го до 1993-го і з 1996-го до 2001-го).
Після 2001-го пішов із державних адміністративних структур у приватний сектор. Заснував компанію, що займалася аналізом інвестиційних ризиків і конкурентного оточення (ASBS OTHAGO, а потім «Сенкевич і партнери»).
Викладав в Університеті національної оборони у Варшаві. Він також був членом ради Польського інституту міжнародних справ і членом ради Центрального навчального центру Агентства внутрішньої безпеки (ABW).
Сенкевич є публіцистом і коментатором, які займаються проблемами Сходу та безпеки. Він постійно співпрацює з тижневиком «Tygodnik Powszechny», а також публікується в інших ЗМІ.
12 грудня 2023 року Сейм 10-го терміну обрав його на посаду міністра культури та національної спадщини в третьому уряді Дональда Туска. Наступного дня його призначив на цю посаду президент Республіки Польща Анджей Дуда.

## Сім'я
Є правнуком нобелівського лауреата письменника Генрика Сенкевича.
Сенкевич одружений, у нього четверо дітей (три сини і дочка).